# Orbite perdute
Orbite perdute (Sturgeon in Orbit) è un'antologia di racconti fantascientifici di Theodore Sturgeon del 1964.
L'antologia è uscita in Italia il 19 gennaio 1986 nella collana Urania (n. 1014), nella traduzione di Delio Zinoni.

## Racconti
- Estrapolazione (Extrapolation)
- Il prezzo dell'amore (The Wages of Symergy)
- Fate spazio (Make Room for Me)
- Il cuore (The Heart)
- Mondo d'incubi (The Incubi of Parallel X)